# چاه رمیله
چاه رمیله مربوط به دوره ساسانیان است و در شهرستان دیر، روستای خرگونه واقع شده و این اثر در تاریخ ۹ اردیبهشت ۱۳۸۲ با شمارهٔ ثبت ۸۴۰۵ به‌عنوان یکی از آثار ملی ایران به ثبت رسیده است.